# 外部引导序列
外部引导序列（External guide sequence），同mRNAs结合形成类似tRNA前体3D结构的短RNA序列。核糖酶是一种RNA分子，它可以像蛋白酶那样催化化学反应，外部引导序列是核糖酶的一个功能分支，于1990年被首次发现，很可能成为一种完全不同的药物试剂。